# Ка ди Палерино (Болоња)
Ка ди Палерино је насеље у Италији у округу Болоња, региону Емилија-Ромања.
Према процени из 2011. у насељу је живело 49 становника. Насеље се налази на надморској висини од 777 м.